# Liste der Mitglieder der Deutschen Akademie der Naturforscher Leopoldina/1765
Die Liste der Mitglieder der Deutschen Akademie der Naturforscher Leopoldina für 1765 enthält alle Personen, die im Jahr 1765 zum Mitglied ernannt wurden. Insgesamt gab es sechs neu gewählte Mitglieder.

## Mitglieder
| Nr. | Name                     | Beiname         | Geboren       | Aufnahme | Gestorben     | Bild | Datenbank |
| --- | ------------------------ | --------------- | ------------- | -------- | ------------- | ---- | --------- |
| 672 | Christoph Molinari       | Demetrius III.  | 30. Sep. 1723 | 28. Jan. | 2. Apr. 1784  |      | 5702      |
| 673 | Georg Christian Reichel  | Aretaeus II.    | 1727          | 15. Feb. | 21. Jan. 1771 |      | 6151      |
| 674 | Johann Friedrich Zückert | Chrysermus III. | 19. Dez. 1737 | 25. Feb. | 1. Mai 1778   |      | 7424      |
| 675 | Philipp Pettmann         | Philomusus V.   | 13. März 1728 | 23. Mrz. | 1790          |      | 5996      |
| 676 | Francesco Ginanni        | Philagrius III. | 13. Dez. 1716 | 30. Mai  | 8. März 1766  |      | 1801      |
| 677 | Karl Gottlieb Pauli      | Philagrius IV.  |               | 4. Jun.  |               |      | 5950      |

## Hinweis zu den Lebensdaten
In der Liste sind zunächst die Lebensdaten gemäß Archiv der Leopoldina aufgenommen. Diese beziehen sich bei noch nicht erstellten Namensartikeln auf die Angaben gem. Neigebaur (1860), Ule (1889) und dem Abgleich mit Wikidata. Die Lebensdaten im später erstellten Namensartikel können daher noch von den Lebensdaten in der Liste abweichen.